# Chlamydogobius squamigenus
Chlamydogobius squamigenus es una especie de peces de la familia Gobiidae en el orden de los Perciformes.

## Morfología
Los machos pueden llegar a alcanzar los 4,8 cm de longitud total.

## Hábitat
Es un pez de agua dulce, de clima tropical (tolera entre 3 y 39 °C de temperatura).

## Distribución geográfica
Se encuentra en Australia: Queensland.

## Observaciones
Es inofensivo para los humanos. 